# Le-pays-cathare (IGP)
Ne doit pas être confondu avec Pays cathare.
Le le-pays-cathare, anciennement vin de pays cathare, est un vin français d'indication géographique protégée (le nouveau nom des vins de pays) de zone qui a vocation à labelliser, après dégustation, les vins ne pouvant postuler une appellation d'origine. L'IGP concerne des vins rouges, rosés et blancs, produits sur une zone comprenant la totalité du département de l'Aude et une partie de celui de l'Ariège.

## Histoire

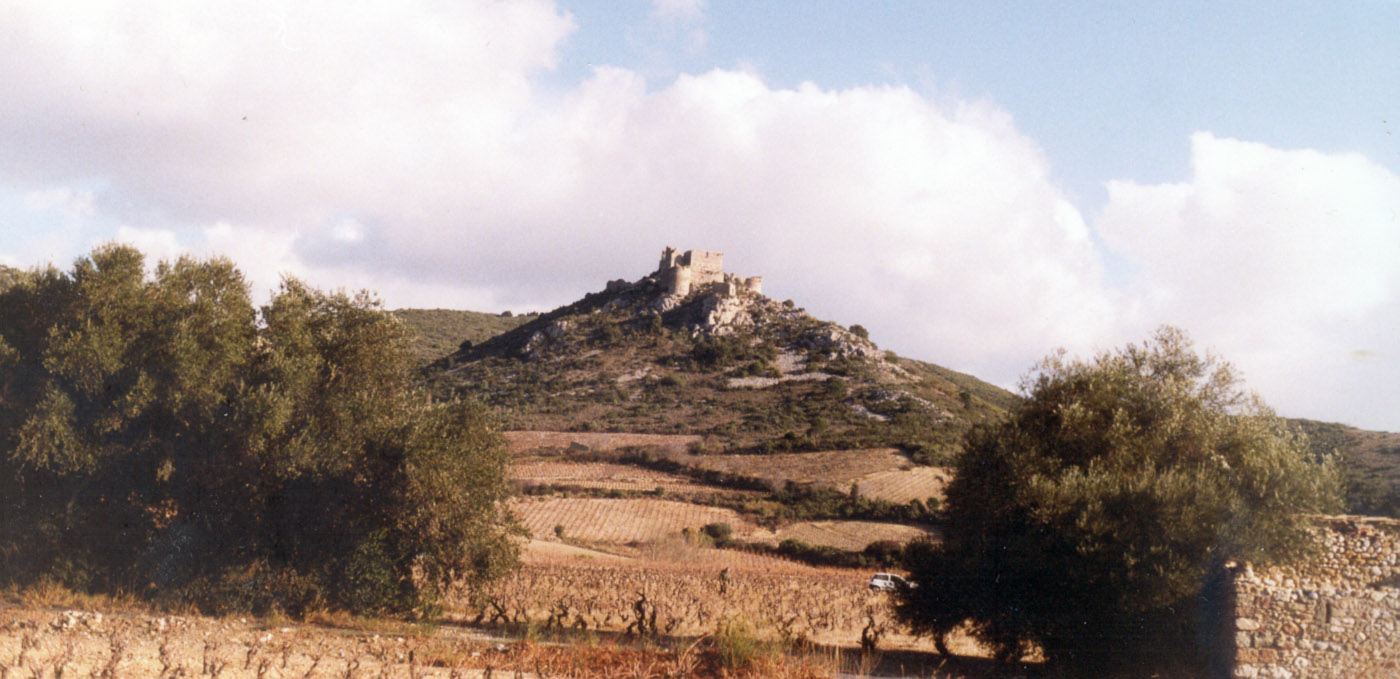
Vignes au pied des ruines du château dit cathare d'Aguilar, à l'est de la zone de production.

L'appellation Vin de Pays Cathare est créée par décret en date du 25 avril 2001. En lien avec l'histoire du catharisme, elle a repris le nom de Pays cathare, largement employé dans la communication institutionnelle et touristique locale en dépit de sa pertinence historique et culturelle discutée.
En dépit de leur refus du sacrement de l'Eucharistie, les Cathares accordaient au vin son importance en tant que boisson. La culture de la vigne se développe durant le Moyen Âge.

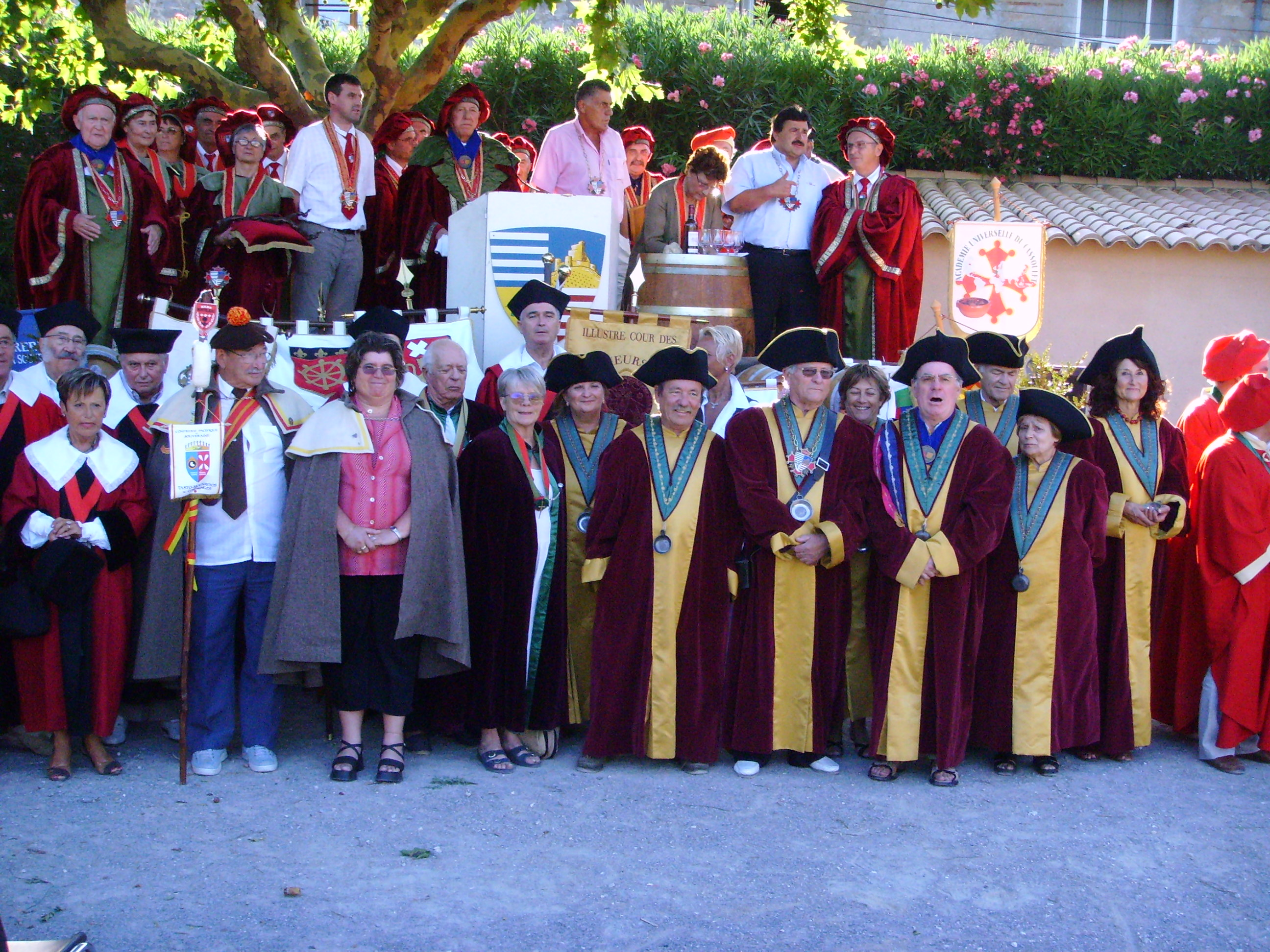
Comme dans toute région viticole, la production donne régulièrement lieu à des festivités, comme ici à Paziols.

## Géographie

### Sols
L'appellation est produite sur des sols sédimentaires, calcaires à marbreux et schisteux.

### Climat
S'étendant sur la totalité du département de l'Aude et jusqu'en Ariège, l'appellation est donc caractérisée par des influences climatiques différentes, entre le climat pleinement méditerranéen à l'est et le climat océanique de type aquitain à l'est. L'IGP s'inscrit aussi dans une zone particulièrement sujette au vent (cers, vent d'autan, tramontane).

### Zone de production
Elle comprend la totalité des communes de l'Aude, et plusieurs communes du nord du département voisin de l'Ariège, situées dans la partie la moins élevée du département : Aigues-Vives, Arvigna, La Bastide-de-Bousignac, La Bastide-de-Lordat, La Bastide-sur-l'Hers, Belloc, Besset, Calzan, Camon, Le Carlaret, Cazals-des-Baylès, Coussa, Coutens, Dalou, Dreuilhe, Esclagne, Gaudiès, Gudas, Les Issards, Lagarde, Lapenne, Laroque-d'Olmes, Léran, Lesparrou, Limbrassac, Ludiès, Malegoude, Malléon, Manses, Mazères, Montaut, Montbel, Moulin-Neuf, Le Peyrat, Pradettes, Les Pujols, Régat, Rieucros, Saint-Amadou, Saint-Félix-de-Rieutord, Saint-Félix-de-Tournegat, Saint-Jean-du-Falga, Saint-Julien-de-Gras-Capou, Saint-Quentin-la-Tour, Sainte-Foi, Ségura, Tabre, Teilhet, La Tour-du-Crieu, Tourtrol, Trémoulet, Troye-d'Ariège, Vals, Varilhes, Ventenac, Le Vernet, Verniolle, Villeneuve-du-Paréage, Vira, Viviès.
La vinification et l'élaboration des vins peut s'effectuer dans une zone de proximité immédiate comprenant les cantons limitrophes de l'Aude, de l'Ariège, de la Haute-Garonne, de l'Hérault, du Tarn et des Pyrénées-Orientales.

### Terroir et vin
La commercialisation et la publicité autour des vins IGP Pays cathare s'appuient largement sur la valorisation touristique des sites du « Pays cathare ». Le Conseil Interprofessionnel des AOC du Languedoc et des IGP Sud de France, qui a entrepris une classification des vins IGP du Languedoc-Roussillon en trois types de territoires « en fonction des points forts qui les caractérisent », rattache l'IGP Pays-cathare aux indications « Histoire d'hommes ».

## Encépagement
Les cépages utilisés pour les vins de l'IGP Pays-cathare sont l'arinarnoa N, bourboulenc B, cabernet franc N, cabernet-sauvignon N, caladoc N, carignan N, chardonnay B, chasan B, chenanson N, chenin B, cinsaut N, côt N, egiodola N, grenache N, grenache blanc B, grenache gris G, macabeu B, marsanne B, marselan N, mauzac B, merlot N, pinot noir N, portan N, roussanne B, sauvignon B, sémillon B, syrah N, ugni blanc B, vermentino B, viognier B.

### Types de vin
Il existe 6 labellisations différentes :
- Pays Cathare blanc[7]
- Pays Cathare rosé[8]
- Pays Cathare rougé[9]
- Pays Cathare primeur ou nouveau blanc[10]
- Pays Cathare primeur ou nouveau rosé[11]
- Pays Cathare primeur ou nouveau rouge[12]

La production concerne toutefois à 85 % des vins rouges.

## Liste des domaines
- Camon, domaine Laffargue